# Chaikovskij (cráter)
Chaikovskij es un cráter de impacto de 171 km de diámetro del planeta Mercurio. Debe su nombre al compositor ruso Piotr Ilich Chaikovski (1840-1893), y su nombre fue aprobado por la  Unión Astronómica Internacional en 1976.